# 三木市立市民活動センター
三木市立市民活動センター（みきしりつしみんかつどうせんたー）は兵庫県三木市末広にある施設である。

## 概要

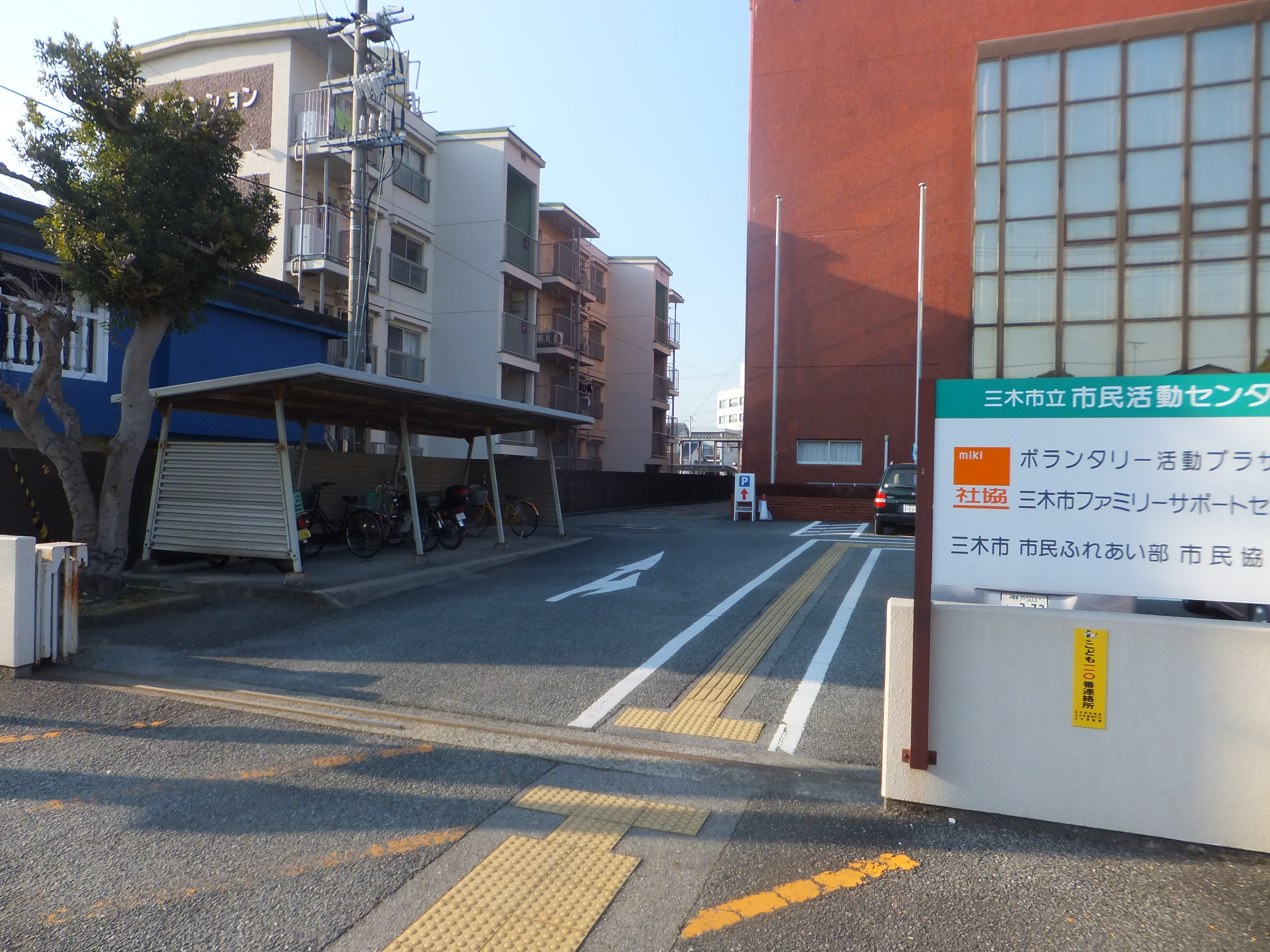
正門

- 神戸市立有隣学園の老朽化・交通の不便な立地場所・狭いため多人数の集会の利用が困難・母子施設と身障者などの総合福祉施設が無いため、日本専売公社跡地と周辺の更地の場所に福祉活動の拠点として位置づけて、市民福祉・教養文化の向上を目指すために高齢者の福祉を中心にする総合的な福祉施設を建設を計画し、1979年8月に着工し、1980年6月1日に開設された。その後、2015年9月1日より、よりよい地域づくりのための市民の自主的・自立的な公益活動(以下「市民活動」という。)を支援し、市民との協働のまちづくり及び市民相互の交流を促進するとともに、社会福祉活動の推進を図るため、名称を三木市立市民活動センターとした。[3] [1] [2] [4] [5]

## 沿革
- 1979年（昭和54年）8月 - 着工する。[1]
- 1980年（昭和55年）5月11日 - 完工する。[2]
- 1980年（昭和55年）6月1日 - 開館する。[2][4]

## 目的
- (1)　市民活動に係る相談並びに情報の収集及び提供に関すること。
- (2)　市民活動に係る人材の育成及び支援に関すること。
- (3)　市民協働のまちづくりの推進に関すること。
- (4)　各公民館を核とした地域のまちづくりの推進及び支援に関すること。
- (5)　生活相談及び教養文化の向上に関すること。

## 利用概要

### 利用料金
- 有料であるが、社会福祉活動・公共の目的の場合は無料である。[4]

### 利用可能者
- 営利・宗教・政治目的以外の使用で、使用許可書を提出した者のみ。[3]

### 利用可能曜日・利用可能時間
※休刊日は、毎月第３木曜日
| 利用可能曜日       | 利用可能時間           |
| ------------------ | ---------------------- |
| 月曜日 - 土曜日    | 午前8時30分 - 午後10時 |
| 日曜日・国民の祝日 | 午前8時30分 - 午後5時  |

## 建物概要
- 地上4階建てである。[1][2]

| 階 | 概要                               |
| -- | ---------------------------------- |
| 3  | 大ホール                           |
| 2  | 会議室・託児室・茶室               |
| 1  | 会議室・市民交流室・相談室・事務室 |